# Уношевская волость
У́ношевская волость — административно-территориальная единица в составе Суражского (с 1921 — Клинцовского) уезда.
Административный центр — село Уношево.

## История
Волость образована в ходе реформы 1861 года.
В ходе укрупнения волостей, в середине 1920-х годов Уношевская волость была упразднена, а её территория включена в состав Гордеевской волости.
Ныне территория бывшей Уношевской волости входит в состав Гордеевского и Красногорского районов Брянской области.

## Административное деление
В 1919 году в состав Уношевской волости входили следующие сельсоветы: Александровский, Алисовский, Андреевский, Дмитровский, Дубенецкий, Кузнецкий, Петраковский, Полонский, Понебельский, Удельский, Уношевский, Фёдоровский, Черетовский.